# グエン・カオ・ルエン
グエン・カオ・ルエン（Nguyễn Cao Luyện / 阮高練、1907年 - 1987年） は、ベトナムの建築家、ジャーナリスト。ハノイ建築大学初代校長。ベトナムの国民議会議長歴任。ホーチミン賞文学・芸術シリーズI（1996年）や貢献をたたえ、独立の勲章とホーチミン賞フェーズI （1996年）が授与されている。

## 経歴
ナムディンの貧しい家庭に生まれる。 
20歳の時にインドシナ大学美術学科に合格し、1年後に建築学科に転科。1933年に卒業し、ワークショップデザインの訓練のためにフランスのル・コルビュジエとオーギュスト・ペレのもとに派遣される。建築の専門家としてコンクリートをつかうオーギュスト・ペレの作品は、彼の創造的な視点で深い影響を残している。
帰国後にハノイでベトナムの最初の建築事務所を開業した。フンフン（馮興）病院やタンロン私立学校、
キューバ共和国大使館などの建設に関わり、またインドシナ大学で教鞭に関わった。